# Борки (Щучанский район)
Борки — деревня в Щучанском районе Курганской области. Входит в состав Нифанского сельсовета.

## География
Расположена на правом берегу реки Чумляк, в 0,5 км к юго-западу от остановочного пункта 2182 км. Южно-Уральской железной дороги.

## Население
| 1989 | 2002 | 2010 |
| ---- | ---- | ---- |
| 0    | ↗7   | ↗14  |

Национальный состав
Согласно результатам Всероссийской переписи населения 2002 года, в национальной структуре населения русские составляли 100 %.